# 华岩寺站
华岩寺站位于重庆市九龙坡区华岩镇华岩寺，是重庆轨道交通5号线的车站，于2021年1月20日开通。车站编号5/26。
本站开通3个出入口，1号、3A号通往华岩寺公交车站，3B号口通往华岩寺景区。